# 1901 no jornalismo
Nesta página encontrará referências aos acontecimentos directamente relacionados com o jornalismo ocorridos durante o ano de 1901.

## Eventos
- janeiro - Primeira edição do jornal Iskra.
- Fundação do jornal A Lanterna.

## Nascimentos
| Data           | Nome                         | Profissão                                  | Nacionalidade                              | Observações                                         | Ref         |
| -------------- | ---------------------------- | ------------------------------------------ | ------------------------------------------ | --------------------------------------------------- | ----------- |
| 25 de maio     | Antônio de Alcântara Machado | jornalista, político e escritor            | Brasil                                     | m. 1935                                             |             |
| 5 de setembro  | Horácio Bento de Gouveia     | escritor, poeta e jornalista               | Reino Unido de Portugal, Brasil e Algarves | m. 1983                                             |             |
| 26 de outubro  | António Guedes de Amorim     | escritor e jornalista                      | Reino Unido de Portugal, Brasil e Algarves | m. 1979 *Prémio Ricardo Malheiros *Prémio Cervantes | [ 1 ] [ 2 ] |
| 29 de dezembro | Jáder Moreira de Carvalho    | jornalista, advogado, professor e escritor | Brasil                                     | m. 1985                                             |             |

## Mortes
| Data           | Nome                                                    | Profissão                            | Nacionalidade                              | Observações | Ref |
| -------------- | ------------------------------------------------------- | ------------------------------------ | ------------------------------------------ | ----------- | --- |
| 19 de julho    | José Avelino Gurgel do Amaral                           | magistrado, jornalista e político    | Brasil                                     | n. 1843     |     |
| 7 de agosto    | Ângelo Tomás do Amaral                                  | político e jornalista                | Reino Unido de Portugal, Brasil e Algarves | n. 1822     |     |
| 19 de setembro | Rodolfo Epifânio de Sousa Dantas                        | advogado, jornalista e político      | Brasil                                     | n. 1855     |     |
| 6 de outubro   | Duarte Paranhos Schutel                                 | médico, jornalista, poeta e político | Brasil                                     | n. 1837     |     |
| ??             | Diogo de Faria Pinho e Vasconcelos Soares de Albergaria | político e empresário jornalista     | Reino Unido de Portugal, Brasil e Algarves | n. 1840     |     |